# Barbara Brezigar
Barbara Brezigar (Lubiana, 1º dicembre 1953) è una giurista e politica slovena, attuale procuratore generale della Repubblica.
Nel 2000 fu nominata Ministro della Giustizia nel breve governo di Andrej Bajuk. Nello stesso anno partecipò alle elezioni parlamentari nelle file del Partito Democratico Sloveno (SDS), senza riuscire a essere eletta all'Assemblea nazionale.
Nel 2002 partecipò alle elezioni presidenziali col sostegno di SDS e Nuova Slovenia. Fu sconfitta al secondo turno dal candidato del centrosinistra Janez Drnovšek.
Nel 2004 fu nominata procuratore generale della Repubblica.